# Fibulia cribriporosa
Fibulia cribriporosa är en svampdjursart som först beskrevs av Burton 1929.  Fibulia cribriporosa ingår i släktet Fibulia och familjen Dendoricellidae. Inga underarter finns listade i Catalogue of Life.